# 秀岳荘
株式会社秀岳荘（しゅうがくそう）は、札幌市および旭川市に店舗のある登山用品小売の株式会社。

## 概要
札幌市白石区に本社事務所があり、同じ建物に白石店がある。札幌市北区の北海道大学界隈に、北大店がある。旭川市にも店舗を出している。
登山用品やキャンプ用品、山スキー用品、カヌー用品も、取り扱っている。
創業より、50年以上経過している。なお、北海道では、最初に実現した登山用品店である。

## 所在地
- 本社事務所・白石店・縫製工場

札幌市白石区本通1丁目南2番
- 北大店

札幌市北区北12条西3丁目25番地3
- 旭川店

旭川市忠和5条4丁目10番11号

## 沿革
- 1950年、初代社長の金井五郎が、北大山岳部のテント、ザックの縫製を行う[2][3]
- 1955年、金井五郎が、『金井テント』として、札幌市の北海道大学付近で創業、最初は店舗販売はしなかった[2][3]
- 1956年、名称を『秀岳荘』と変更する[3]
- 1957年、店舗販売を開始する[3]
- 1962年、株式会社とする[3]
- 1974年、旭川店を開業する[3]
- 1983年、本社ビルを竣工させる[3]
- 1995年、白石店を開業する[3]
- 2005年、『秀岳荘NETSHOP』を開設する[3]